# Radio Tirol
Radio Tirol ist das vom ORF betriebene Regionalradio für Tirol und Südtirol im Rahmen des Senders Österreich 2 (Österreich-Regional). Die Sendungen des ORF Tirol werden im Landesstudio Tirol produziert und abgewickelt. In Südtirol wird der Sender über das DAB+ Netz der Rundfunk-Anstalt Südtirol verbreitet, das Reichweiten bis Innsbruck ermöglicht.

## Geschichte
Schon bald nach dem Start der RAVAG wurden in den Bundesländern Relaisstationen zur Übertragung des in Wien ausgestrahlten Programms eingerichtet. In Tirol fanden die ersten Rundfunkversuchsprogramme 1926 in Aldrans bei Innsbruck statt. Die Geschichte des Landesstudios Tirol geht auf die in der französischen Besatzungszone 1945 errichtete „Sendergruppe West“ zurück. Diese verfügte über Studios in Dornbirn und Innsbruck. 1952 wurden die Sendeanlagen, früher als in den anderen Besatzungszonen, der Tiroler Landesregierung übergeben. Das Programm war bunt gemischt, Lokalnachrichten und Lokalinformationen werden ebenso gesendet wie klassische Musik, Hörspiele oder Features, die damals noch „Hörfolgen“ genannt werden. In der Literaturabteilung des damaligen Senders Innsbruck wuchsen Talente wie Ernst Grissemann, Axel Corti, Otto Grünmandl oder Bert Breit heran. Zwischen 1954 und 1956 wurde die ehemalige „Sendergruppe West“ in den neu gegründeten ORF überführt.
Radio Tirol ging mit Einführung der Strukturprogramme am 1. Oktober 1967 als „ÖR-Radio Tirol“ in der heutigen Form auf Sendung. 1972 wurde das heutige Landesstudio im Innsbrucker Stadtteil Saggen eröffnet. Es wurden und werden neben der Haupttätigkeit im Hörfunkbereich Fernsehsendungen für die Reihe „Österreich Bild“ produziert, ab 1988 auch die werktägliche, später tägliche Informations- und Magazinsendung „Tirol heute“. 1992 wurde die alte Bezeichnung „ÖR“, die für „Österreich Regional“ stand, zugunsten des Namens „Ö2“ aufgegeben. Mit der bundesweiten Einführung der privaten Regionalradios wurde der Name „Ö2“ immer mehr in den Hintergrund gedrängt und wegen der besseren Profilierung gegenüber der neuen Konkurrenz zur „griffigeren“ Bezeichnung „Radio Tirol“ verschliffen.

## Programm

### Musikformat
Das Musikformat setzt sich zusammen aus den Großen Hits der 70er, 80er und 90er-Jahre, Austropop, Deutschen Schlagerhits und Musik aus Tirol. Volks- und Blasmusik, sowie neue Volxmusik und volkstümliche Musik wird in wöchentlichen Spezialsendungen gespielt. Für die heimische Musikszene hat sich die Sendung "Tirol am Beat" als Plattform etabliert.

### Moderatorinnen
- Maria-Bettina Bacher
- Brita Bauer
- Barbara Kohla
- Isabella Krassnitzer
- Claudia Sala

### Moderatoren
- Thomas Arbeiter
- Stefan Graf
- David Steiner
- Markus Feichter
- Sebastian Possert (seit März 2023)
- Klaus Horst
- Rainer Perle

### Ehemalige Moderatoren
- Michael Irsperger (bis August 2024)
- Waltraud Kiechl (1990 bis Mai 2025)

## Sendegebiet

Altes Logo von Radio Tirol

Schwerpunkt des Sendegebietes und dessen Berichterstattung ist vor allem Tirol. Auch Südtirol wird bei der Berichterstattung über wichtige Themen, die auch für Hörer im Bundesland Tirol von Interesse sein könnten, sowie beim Wetterbericht mit einbezogen.